# Карагандинський вугільний басейн
Карагандинський вугільний басейн — знаходиться на тер. Казахстану. Пром. центри — мм. Караганда, Сарань, Шахтинськ, Абай.

## Історія
Вугілля в межах басейну почали видобувати кустарним методом з середини XIX ст., перші шахти закладено в 1930—1931 рр. Роботами керували основні обвинувачені на Шахтинському процесі.

## Характеристика
Пл. 3,6 тис. км². Розвідані запаси вугілля 7,84 млрд т, заздалегідь оцінені — 5 млрд т (1990). Прогнозні ресурси до глиб. 1800 м оцінюються в 32 млрд т (1990). Відкритий в 1833, видобуток вугілля здійснюється з 1854, широкі геол. дослідження початі в 1920, планомірне освоєння басейну з 1930. У геоструктурному відношенні бас. входить до складу широтно орієнтованого однойменного синклінорія 120 х (30-60) км. У кам.-вуг. відкладах виявлено 80 пластів кам. вугілля сумарною потужністю 110 м. З них 65 пластів робочої потужності 0,6-12 м. Вугілля кам'яне, коксівне та енергетичне, зольність 15-35 %. У юрських відкладах є 8 пластів бурого вугілля потужністю до 10-21 м. Виділяють 4 вугленосні райони: Карагандинський, Тентекський, Чурубайнуринський, Верхньосокурський. На початок XXI ст. загальні ресурси становлять 45,2 млрд т вугілля, з них кам'яного — 43,3 млрд т.

## Технологія розробки
Видобуток і збагачення вугілля проводяться ВО «Карагандавугілля». Споживачі вугілля — ТЕЦ, металургійні і промислові підприємства Казахстану, Уралу, Сибіру і Середньої Азії.